# Самарівка (станція)
Сама́рівка — проміжна залізнична станція 3-го класу Дніпровської дирекції залізничних перевезень Придніпровської залізниці на двоколійній електрифікованій лінії Самар-Дніпровський — Нижньодніпровськ-Вузол між станціями Самар-Дніпровський (15 км) та Нижньодніпровськ-Вузол (10 км). Розташована в Індустріальному районі міста Дніпро.

## Історія
Станція відкрита 1936 року.
У 1968 році станція електрифікована постійним струмом (=3 кВ) в складі дільниці Самар-Дніпровський — Нижньодніпровськ-Вузол.

## Пасажирське сполучення
На станції Самарівка зупиняються приміські поїзди сполученням Дніпро — Берестин та Верхівцеве — Краматорськ.